# Вуколов, Леонид Сергеевич
Леони́д Серге́евич Вуко́лов (29 мая 1938, Москва) — советский трековый велогонщик, выступал за сборную СССР в середине 1960-х годов. Чемпион мира в командной гонке преследования, бронзовый призёр чемпионата мира, чемпион всесоюзных и всероссийских первенств, заслуженный мастер спорта.

## Биография
Леонид Вуколов родился 29 мая 1938 года в Москве. Активно заниматься велосипедным спортом начал в раннем детстве, проходил подготовку в столичной детско-юношеской спортивной школе.
Первого серьёзного успеха на треке добился в 1965 году, когда стал чемпионом СССР в командной гонке преследования и, попав в основной состав советской национальной сборной, отправился на чемпионат мира в испанский Сан-Себастьян, где вместе с товарищами по команде Михаилом Колюшевым, Станиславом Москвиным и Сергеем Терещенковым одолел всех своих соперников и завоевал тем самым золотую медаль.
Год спустя вновь был лучшим в зачёте всесоюзного первенства и вновь побывал на первенстве мира — на соревнованиях во Франкфурте-на-Майне на сей раз показал третий результат, пропустив вперёд команды Италии и ФРГ, в результате чего получил награду бронзового достоинства (при этом в его команде помимо Колюшева и Москвина состоял Виктор Быков).
За выдающиеся спортивные достижения удостоен почётного звания «Заслуженный мастер спорта СССР». Ныне проживает в Москве.